# Quindici uomini sulla cassa del morto
Quindici uomini sulla cassa del morto (Dead Man's Chest) è un canto piratesco apparso, in origine, solo in forma scritta nel romanzo L'isola del tesoro di Robert Louis Stevenson, del 1883. È un motivo ricorrente del libro, cantato varie volte dai personaggi fin dal primo capitolo. Il testo in lingua originale (inglese) dice:
Al capitolo 10 viene intonata anche come canto marinaresco, con il capitano Long John Silver che canta da solo il primo verso e i marinai al lavoro che rispondono in coro con "Yo-ho-ho...".
Nel 1891, lo scrittore statunitense Young Ewing Allison ha tratto ispirazione da questi pochi versi per un testo più lungo intitolato Derelict.

## Versioni italiane
La versione in italiano varia a seconda delle edizioni. Nella traduzione di Angiolo Silvio Novaro, edita da Mondadori, il testo appare nel primo capitolo (ma è diverso in altre parti del testo) come:
La traduzione di Lilla Maione per l'edizione Feltrinelli è più fedele all'originale:
In seguito sono comparse varie versioni musicali, composte in occasione degli adattamenti teatrali e cinematografici del romanzo.
La versione sonora in italiano è la celebre sigla dello sceneggiato Rai L'isola del tesoro del 1959, pubblicata anche su 45 giri. Questo adattamento, composto da Simoni e Lavagnino, era eseguito da Riccardo Vantellini e il suo gruppo.

## Origine storica

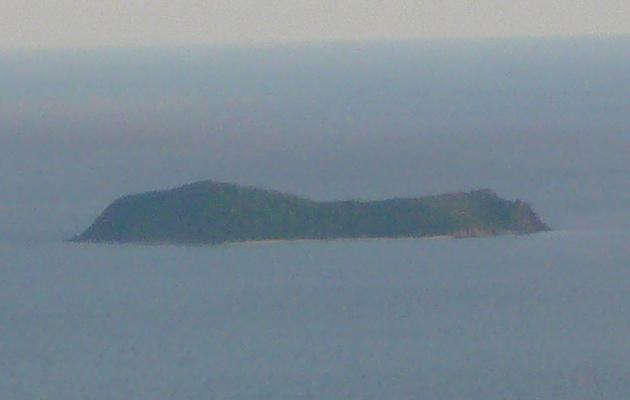
L'odierna Dead Chest (vista da Tortola), forse la Dead Man's Chest.

Un articolo apparso sulla rivista Geographical, della Royal Geographical Society di Londra, ha fornito una spiegazione storica dell'origine e del significato della canzone: secondo la rivista, il testo originale riproduce una vera canzone piratesca del XVIII secolo che racconta una leggenda sul pirata Barbanera. Secondo la leggenda, il pirata avrebbe punito trenta uomini della sua banda, responsabili di un ammutinamento, abbandonandoli per un mese su un isolotto disabitato e impervio delle Isole Vergini, il cui nome era Dead Man's Chest ("Cassa di uomo morto"). Lasciò loro solo una bottiglia di rum a testa e niente cibo: quando tornò a riprenderli ne erano sopravvissuti solo i 15 che avrebbero dato origine al testo della canzone.